# Acacia dorsenna
Acacia dorsenna är en ärtväxtart som beskrevs av Bruce R. Maslin. Acacia dorsenna ingår i släktet akacior, och familjen ärtväxter. Inga underarter finns listade i Catalogue of Life.